# Lectura distante
La lectura distante es un enfoque de los estudios literarios que aplica diversos métodos computacionales a datos literarios, por lo general derivados de grandes bibliotecas digitales, con fines históricos y teóricos.
Aunque el término es colectivo y se utiliza para referirse a diferentes métodos computacionales para analizar datos literarios, sin embargo, existen otros enfoques similares como pueden ser el macroanálisis, el análisis cultural, el formalismo computacional, los estudios literarios computacionales, los estudios literarios cuantitativos y la crítica literaria algorítmica.

## Historia
El término "lectura distante" es atribuido generalmente a Franco Moretti y citado en su artículo de 2000, Conjeturas sobre la literatura mundial. En su escrito, Moretti presentaba una aproximación innovadora a la lectura, que abarcaba textos generalmente excluidos de las listas convencionales de obras literarias destacadas. Para referirse a este conjunto de obras, el autor acuñó varias expresiones, entre las que destaca "la literatura olvidada por la crítica". , "el matadero de la literatura"., etc. En lo que se refiere a los estudios literarios, la innovación que propuso fue que el método empleara muestras, estadísticas, paratextos y otros diversos elementos que no suelen tenerse en consideración en el ámbito del análisis literario. Moretti estableció también una oposición directa a la teoría y los métodos de la lectura atenta : "Una cosa es segura: no puede significar la lectura muy atenta de muy pocos textos —teología secularizada, en realidad (¡'canon'!)— que han irradiado desde la alegre ciudad de New Haven hacia todo el campo de los estudios literarios".
Sin embargo, Moretti al principio concibió la lectura distante para el análisis de la literatura secundaria como una forma indirecta de conocer y entender más sobre la literatura primaria: "historia literaria se convertirá en 'de segunda mano': un mosaico de investigaciones de otras personas, sin una única lectura textual directa". Posteriormente, el concepto de lectura distante evolucionó, gracias a las contribuciones de Moretti y otros académicos, y pasó a identificarse principalmente con el análisis computacional de fuentes literarias primarias.
A pesar del consenso sobre los orígenes de la lectura distante a principios del siglo XXI, Ted Underwood ha trazado una genealogía más larga del método, defendiendo su omisión en el discurso actual sobre la lectura distante. Escribe que "la lectura distante tiene una genealogía en gran medida distinta que se remonta a muchas décadas antes de la llegada de Internet, una genealogía que en su mayor parte no se centra en los ordenadores". Underwood enfatiza una dimensión científico-social en esta prehistoria de la lectura distante, refiriéndose concretamente a ejemplos particulares en el trabajo de Raymond Williams (de la década de 1960) y Janice Radway (de la década de 1980). La concepción de la evolución literaria de Moretti en Distant Reading es bastante similar al proyecto "científico", computacional y neodarwinista de evolución literaria del psicólogo Colin Martindale ( Clockwork Muse, 1990), y tanto Martindale como Moretti minimizan el papel de la lectura. Según Martindale, los principios de la evolución del arte se basan en regularidades estadísticas más que en significados, datos u observaciones. "En lo que respecta a los motores de la historia, el significado no importa. En principio, se podría estudiar la historia de una tradición literaria sin leer nada de la literatura... la principal virtud de los métodos de análisis de contenido por ordenador que utilizó es que nos ahorran tener que leer realmente la literatura" (p. 14).
La variedad en las definiciones y objetivos establecidos de la lectura distante es una característica que ya viene dada desde principios del siglo XXI, que es cuando ha llegado a contemplar una variedad de métodos y enfoques diferentes, en lugar de representar un método único o unificado de estudio literario.

## Principios y práctica
Uno de los principios centrales de la lectura distante es que la historia literaria y la crítica literaria pueden escribirse sin recurrir necesariamente al tipo de encuentro de lectura cuidadoso y sostenido con textos individuales que es fundamental para la lectura atenta.
Comúnmente, la lectura distante se realiza a gran escala, utilizando una gran colección de textos. Sin embargo, algunos investigadores han adoptado los principios de la lectura distante en el análisis de un pequeño número de textos o de un texto individual. La lectura distante a menudo comparte con la escuela de los Annales un enfoque en el análisis de historias y tendencias a largo plazo. Los enfoques empíricos del estudio literario son una característica habitual de la lectura distante y suelen ir acompañados de un recurso a métodos cuantitativos. Moretti ha descrito el concepto de "operacionalización" como "absolutamente central para el nuevo campo de la crítica computacional"  que incluye la lectura distante. Este principio, para Moretti, consiste en "construir un puente desde los conceptos a la medición, y luego al mundo" (104), subrayando los intereses combinados del estudio empírico y cuantitativo en su núcleo. En la práctica, la lectura distante se ha llevado a cabo con la ayuda de computadoras en el siglo XXI (aunque Underwood ha abogado por precursores no computacionales prominentes  ); sin embargo, algunas obras que combinan escala y estudio literario han sido descritas como "lectura distante a mano".

## Críticas a la lectura distante
Stanley Fish tiene una visión amplia de lo que él define como problemas de interpretación en las humanidades digitales, pero el ejemplo específico que aísla para su crítica está informado por su impresión de la metodología de lectura distante: "primero se hacen los números y luego se ve si dan lugar a una hipótesis interpretativa. El método, si se lo puede llamar así, está dictado por la capacidad de la herramienta". En la misma línea, Stephen Marche se centra en las perspectivas de interpretación en el marco del análisis literario computacional en un artículo que comienza con la provocación: "[l]os grandes datos están llegando a sus libros". Aunque inicialmente describió la lectura distante como el "camino más prometedor, al menos en la superficie"  de una gama de métodos de Humanidades Digitales que examina, concluye que las generalizaciones que percibe en el método son ineficaces cuando se "aplican a cuestiones literarias propiamente dichas". Los teóricos poscoloniales han hecho críticas adicionales a la lectura distantedistante. Gayatri Spivak no está convencida de las afirmaciones de la lectura distante de representar las perspectivas de los "grandes no leídos", y pregunta: "¿debería nuestra única ambición ser crear patrones totalizadores autorizados que dependan de declaraciones no comprobadas de pequeños grupos de personas tratadas como informantes nativos?". Jonathan Arac cuestiona el "imperialismo no reconocido del inglés"  en la obra de Moretti.

## Ejemplos
En "Style, Inc. Reflections on Seven Thousand Titles (British Novels, 1740–1850)"  Franco Moretti utiliza una metodología temprana de lectura distante para analizar ciertos cambios en los títulos de las novelas en el período y país determinados. A falta de corpus dedicados a los textos de estas novelas, Moretti sostiene que "los títulos siguen siendo la mejor manera de ir más allá del 1 por ciento de novelas que componen el canon y echar un vistazo al campo literario en su conjunto". En el artículo, Moretti combina los resultados del análisis cuantitativo de estos títulos con el conocimiento contextual de la historia literaria para abordar preguntas sobre el acortamiento de los títulos de las novelas del siglo XVIII, sobre la naturaleza de los títulos de novelas muy breves y sobre la relación de los títulos de novelas con los géneros. Por ejemplo, en la Sección I, proporciona evidencia de la disminución de la longitud de los títulos a lo largo del tiempo y vincula el fenómeno con el crecimiento del mercado de novelas y el establecimiento de publicaciones periódicas que reseñaban novelas regularmente.
En 'Por qué el tiempo literario se mide en minutos'  Ted Underwood pregunta: ¿Por qué los períodos cortos de tiempo son tan centrales para nuestra disciplina? ... ¿Por qué la experiencia medida en segundos o minutos es más apropiada desde el punto de vista literario que la experiencia medida en semanas o meses? ". Metodológicamente, Underwood complementa las ideas teóricas sobre la compresión del tiempo ficcional con enfoques de lectura distante que modelan las duraciones promedio de tiempo descritas en porciones de ficción de 250 palabras a lo largo de tres siglos. Habiendo combinado también los hallazgos cuantitativos con la lectura atenta, Underwood concluye su artículo con un análisis de la integración de los métodos cuantitativos en el estudio literario, y el autor sugiere que "veo las lecturas atentas y los modelos estadísticos no como epistemologías en competencia, sino como modos entrelazados de interpretación que sobresalen en diferentes escalas de análisis".
En su folleto del Laboratorio Literario, "Una historia literaria cuantitativa de 2.958 novelas británicas del siglo XIX: el método de cohorte semántica", Ryan Heuser y Long Le-Khac analizan el uso de palabras dentro de su corpus para argumentar a favor de una "concretización sistémica del lenguaje y un cambio fundamental en los espacios sociales de la novela". Su análisis demuestra un cambio en la forma en que se presentan los detalles concretos a lo largo del siglo XIX, con un cambio observable en el estilo narrativo de la novela "de contar a mostrar"  a medida que avanza el siglo. Los hallazgos coinciden con muchos escritos literario-críticos sobre el cambio en el estilo narrativo del siglo XIX, del realismo al modernismo .
Lauren F. Klein aplica métodos de lingüística computacional y visualización de datos a un archivo de la esclavitud en su artículo “La imagen de la ausencia: silencio archivístico, visualización de datos y James Hemings”, con el fin de presentar ejemplos de cómo la lectura distantedistanta puede descubrir e iluminar “los silencios endémicos del archivo de la esclavitud estadounidense”. En busca de rastros de archivo de James Hemings, el chef esclavizado de Thomas Jefferson, Klein yuxtapone visualizaciones de su presencia con los propios gráficos y tablas de Jefferson como base para un debate sobre la visualización de datos en relación con la construcción de la raza.
La acción COST «Lectura distante para la historia literaria europea»  es un proyecto de red europeo que reúne a académicos interesados en la creación de corpus, el análisis cuantitativo de textos y la historia literaria europea. Su objetivo es crear una red de investigadores que desarrollen conjuntamente los recursos y métodos de lectura distante necesarios para cambiar la forma en que se escribe la historia literaria europea. Los objetivos del proyecto incluyen la coordinación de la creación de una Colección de Textos Literarios Europeos multilingües (ELTeC)  que contenga textos completos digitales de novelas en diferentes idiomas europeos .